# Pseudohygrohypnum
Pseudohygrohypnum es un género de musgos hepáticas perteneciente a la familia Amblystegiaceae. Comprende 3 especies descritas y aceptadas:

## Taxonomía
El género fue descrito por Hiroshi Kanda y publicado en Journal of Science of Hiroshima University, Series B, Division 2 (Botany) 16: 106. 1976[1977].

## Especies aceptadas
A continuación se brinda un listado de las especies del género Pseudohygrohypnum aceptadas hasta junio de 2013, ordenadas alfabéticamente. Para cada una se indica el nombre binomial seguido del autor, abreviado según las convenciones y usos.
- Pseudohygrohypnum eugyrium (Schimp.) Kanda
- Pseudohygrohypnum purpurascens (Broth.) Kanda
- Pseudohygrohypnum subeugyrium (Renauld & Cardot) Ignatov & Ignatova